# Németi Ferenc
Németi Ferenc, Némethy (Szentgotthárd, 1693. december 10. – Nagyszombat, 1748. augusztus 8.) bölcseleti doktor, Jézus-társasági áldozópap és tanár. 

## Élete
1712. május 13-án lépett a rendbe. 1720 körül a bölcseletet Kolozsvárt, a teológiát Kassán és Nagyszombatban tanította; azután ugyanott a papnevelő-intézet igazgatója volt, majd ugyanaz Sopronban és a bécsi Pázmán-intézetben 1743-ig.

## Műve
- Coronatae virtutes seu Illustres a Sanctitate Reginae Hungariae, scil. Gisela, S. Stephani, Beatrix Andreae II., Eleonora Leopoldi I. conjuges, panegyricis celebratae. Cassoviae, 1720